# دیوید تایشلر
دیوید تایشلر (روسی: Давид Абрамович Тышлер؛ ۱۳ ژوئیهٔ ۱۹۲۷ – ۷ ژوئن ۲۰۱۴) شمشیرباز اهل اتحاد جماهیر شوروی سوسیالیستی بود. تایشلر از شمشیربازان در المپیک تابستانی ۱۹۵۶و ۱۹۶۰ بود.
وی در مسابقات کشوری و بین‌المللی در مجموع برندهٔ ۱ مدال برنز شده‌است.